# Giuseppe Bottai
Giuseppe Bottai (ur. 3 września 1895 w Rzymie, zm. 9 stycznia 1959 tamże) – włoski polityk, ekonomista, dziennikarz i prawnik.
W 1921 wstąpił do Narodowej Partii Faszystowskiej. Od 1929 do 1932 sprawował urząd ministra korporacji. Organizator faszystowskiego systemu korporacyjnego, pełnił następnie funkcję ministra oświaty (1936-1943). 24 lipca 1943 na posiedzeniu Wielkiej Rady Faszystowskiej opowiedział się przeciwko Benito Mussoliniemu. Od 1944 do 1948 ukrywał się, odbywając służbę wojskową w Legii Cudzoziemskiej. Do Włoch wrócił po amnestii w 1948.